# 東門商業区

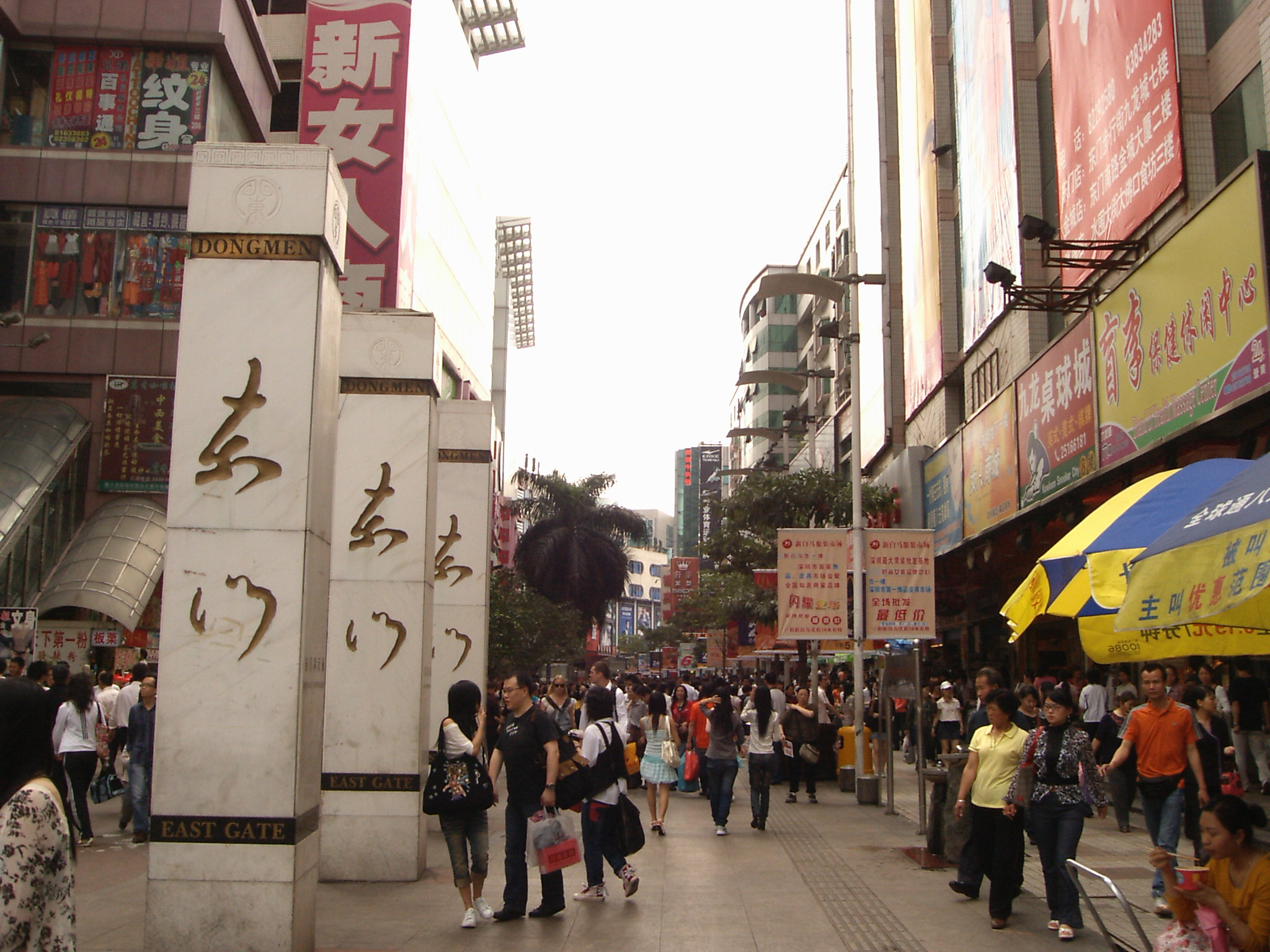
東門歩行街入口の石柱

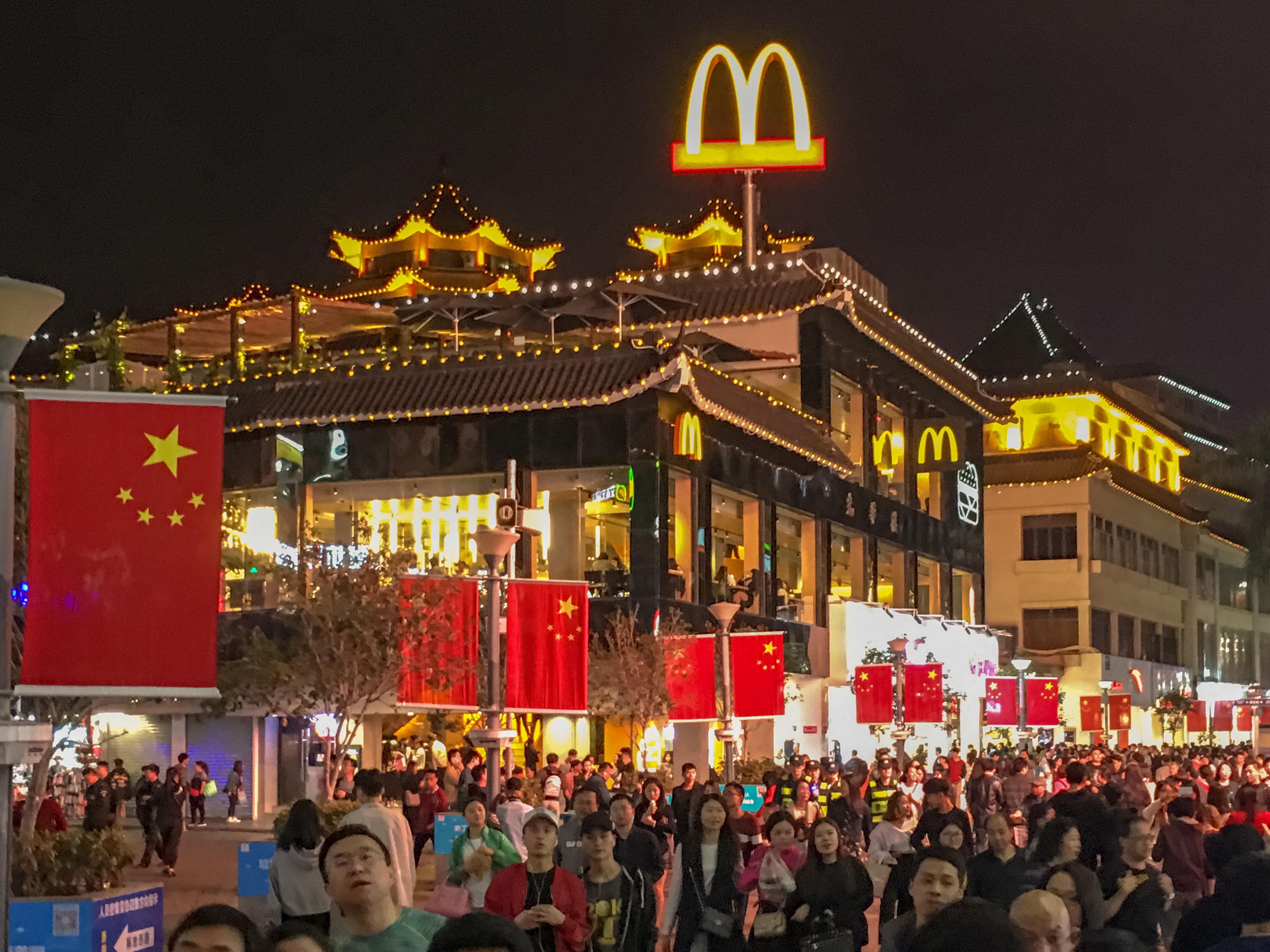
東門商業区。中央前方にはマクドナルド中国第一号店

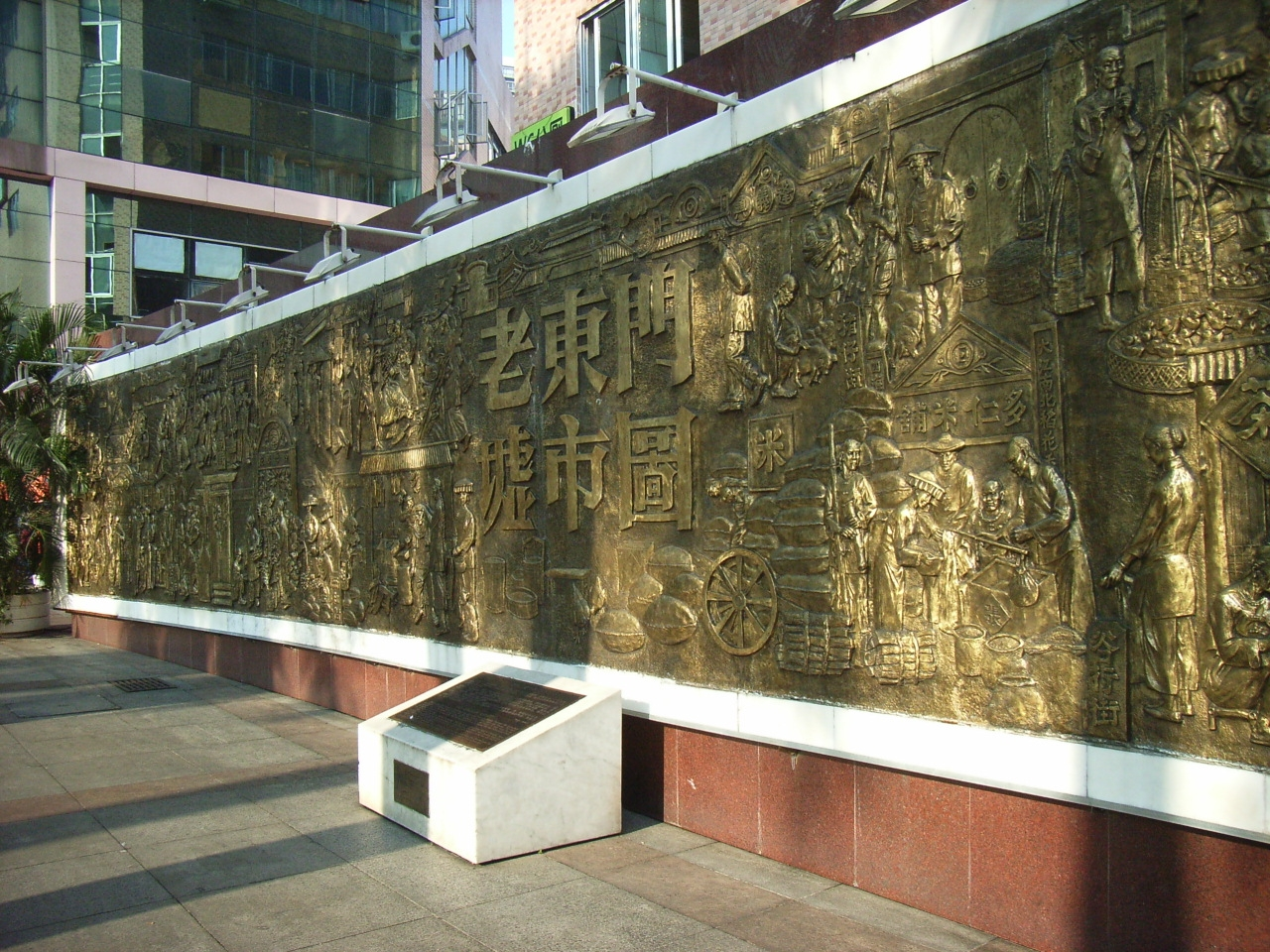
老東門墟市のレリーフ

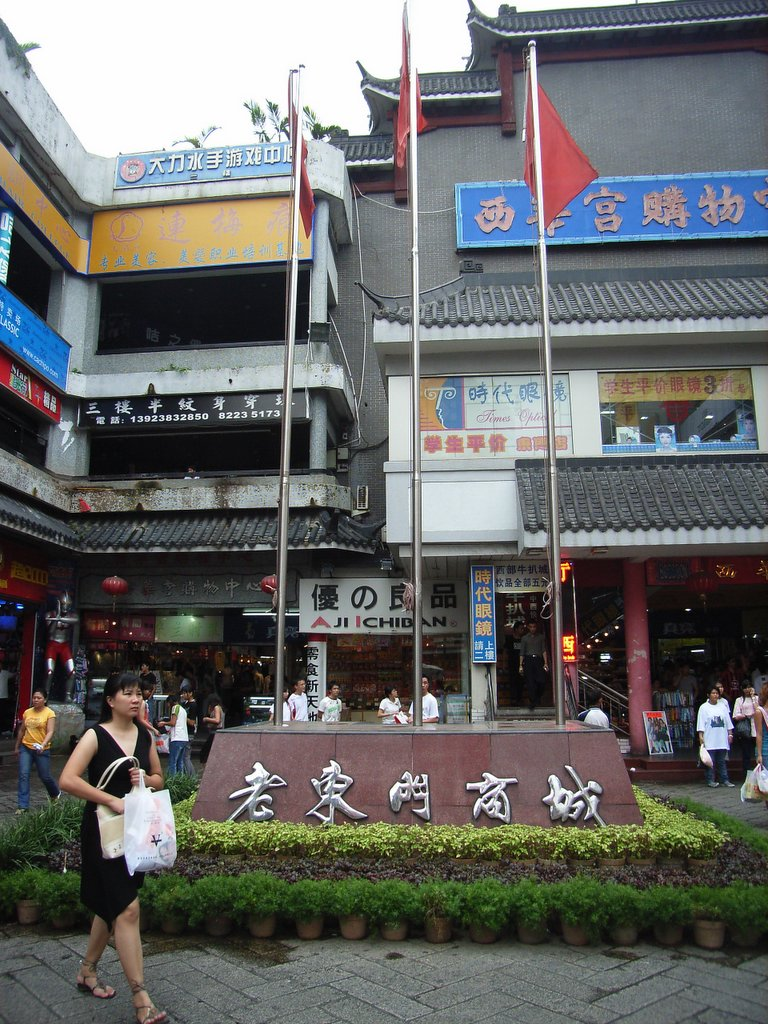
老東門の地標

東門商業区（とうもんしょうぎょうく、または東門歩行街、東門老街、東門町）は、中国広東省深圳市羅湖区にある繁華街。1990年代に開発が進められた、深圳市で最も初期に発達した小売向けの商業エリアである。元来は明代以来発展した墟市（定期市）であった。その範囲は深南東路以北、立新路以南、新園路以東、東門中路以西の約18万平米に及ぶ。
同商業地区内には、多数の商業ビル（ショッピングモール）が立ち並んでおり、また大家楽、ピザハット、ケンタッキー、マクドナルド、扒王之王、百佳など、大型で全国展開のチェーン、さらには国際的な百貨店やスーパーマーケット、飲食店が多数入居している。この地区には中国本土第1号店となるマクドナルドもあり、1990年10月8日に開店した。開店当日には、注文を待つ行列が2階から1階まで延びるほどの盛況ぶりであった。
東門には多数のバス路線が通っており、また、深圳地下鉄の1号線や3号線の老街駅もこのエリアに設けられている。

## 歴史
東門とはもともと深圳墟（しんせんきょ、墟は広東語で定期市の開かれる町を指す）の東門を指し、現在の解放路と東門中路の交差点付近に位置していた。この墟市には他に三つの門があり、西門は大まかに現在の解放路と広深鉄道の交点東側約100mの位置、南門は現在の深南大道上、北門は深圳中学と財経学校の南側の湿地にあった。四つの門の中で、東門付近には最も多くの商店が集まり、最も繁華であったため、長年にわたり「東門（墟）」が深圳墟の代名詞として使われてきた。
この墟市の歴史は明代に遡る。明代中期にはこの一帯に蔡屋囲、曹屋囲、南塘囲など十数の村落が出現しており、村同士の物資のやり取りを容易にするため、湖貝村・向西村・黄貝嶺村・水貝村の張姓一族が深圳河の沖積地に店舗を建てた。周辺の羅湖村の袁氏、蔡屋囲の蔡氏、福田沙頭石廈の欧姓・趙姓・潘姓などもその店舗周辺に集まり商いを行うようになり、明代末には次第に発展して深圳東部で最も重要な墟市となった。
こうして早くも明代中後期には周囲数十里にわたる主要な墟市として栄えた深圳墟は、歴史上「老街」や「羅湖旧城」とも呼ばれた。その繁栄を物語るものとして、清康熙年間に建てられた張氏一族の宗祠「思月書院」がある（現在は書画や文房具を販売する小さな店に改装されている）。
乾隆・嘉慶年間までに、現在深圳と呼ばれる地域にはすでに36の墟市が存在していたが、その中でも特に繁栄していたのが深圳墟であり、旧暦の2日、5日、8日を「墟日」として周辺囲村からの人出で賑わった。
1911年10月に広九鉄道が開通し、深圳駅が置かれると、深圳墟は恵東県・宝安県および香港の交通の結節点となり、経済・軍事・文化・娯楽の中心として一層繁栄する。中華人民共和国成立後の1953年、宝安県人民政府が深圳墟へ移転し、行政上も宝安県の中心地となった。
改革開放後、市制施行に際して宝安県は地級市の深圳市となり、深圳経済特区設立に伴い、東門墟は次第に現代的なショッピングエリアへと姿を変えていった。

## 概要

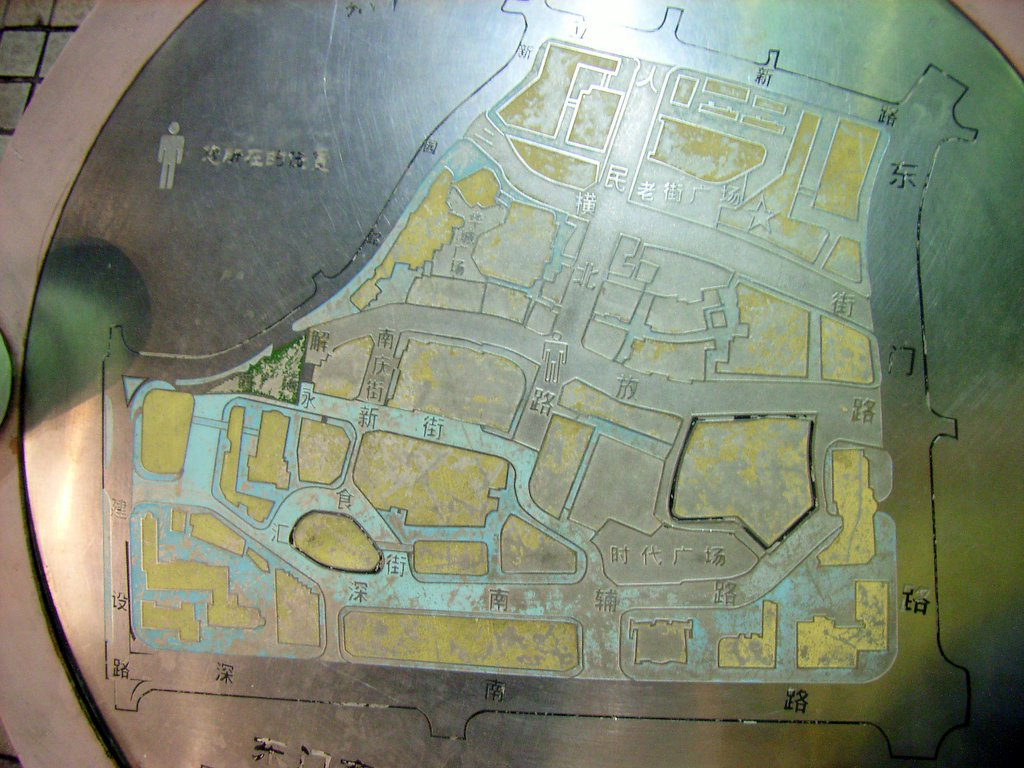
老街の地図
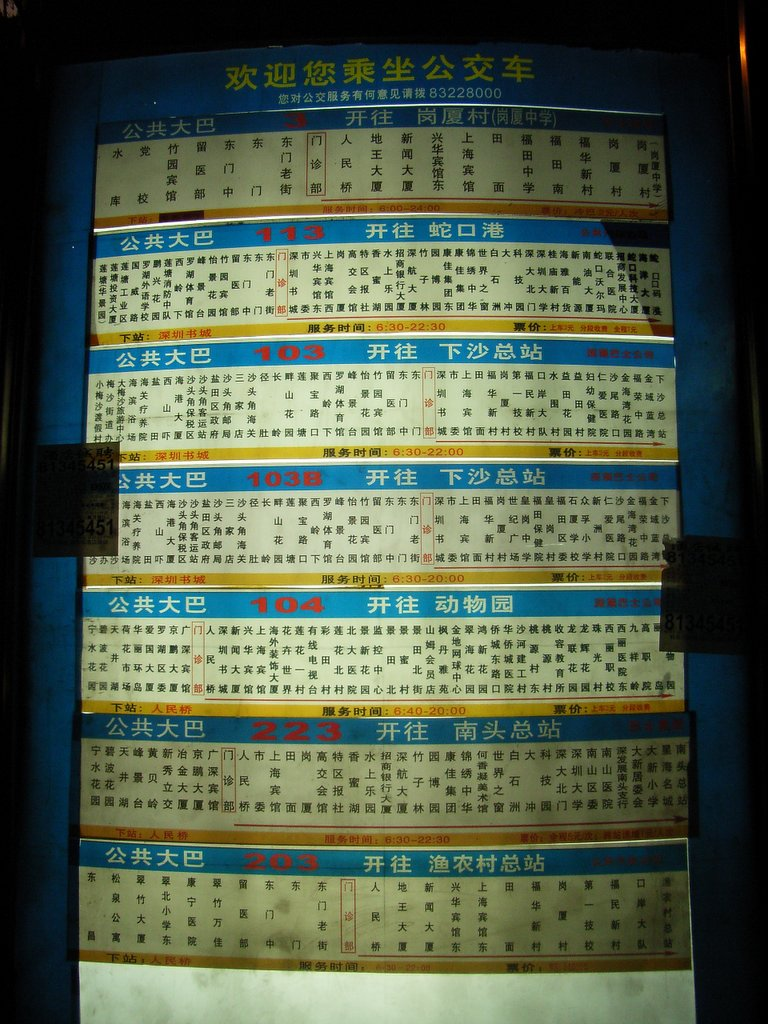
バス路線

現在、東門商業地区内の主要な商業ビルには、茂業百貨広場、太陽百貨、旺角購物中心、天龍商業城、新鴻基商業中心、中海商業城、DDM mall（深圳百貨広場）、九龍城、越港商業中心、宝華楼、西華宮等がある。

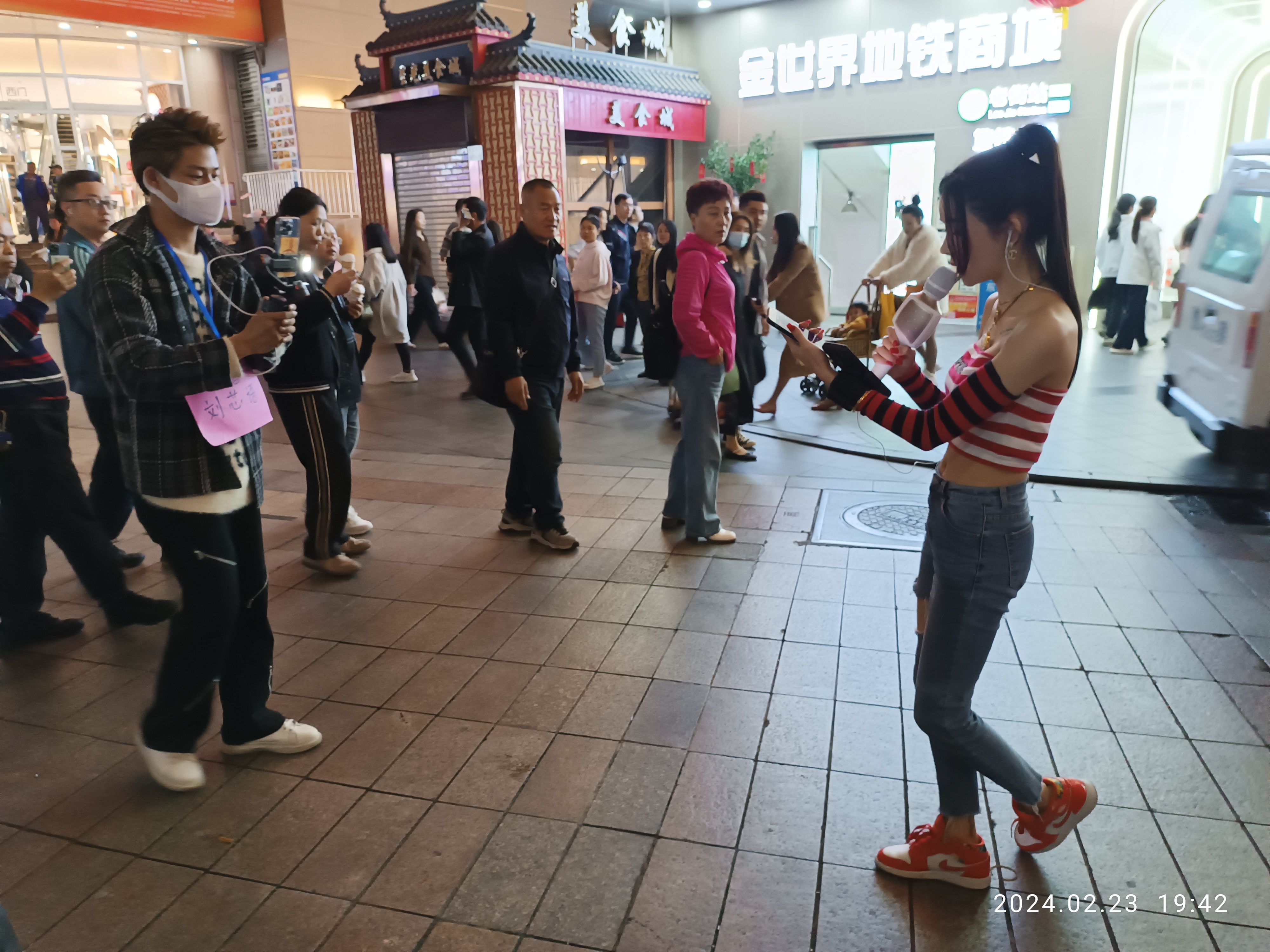
2024年2月、東門でライブ配信を行う配信者

2023年10月から、東門商業地区はライブ配信者の集まる場所となり、「インフルエンサー配信通り（中国語: 网红直播一条街）」とも呼ばれるようになった。2024年1月以降、管理強化のため、すべての配信者は「東門歩行街ライブ配信届出プラットフォーム（中国語: 东门步行街直播报备平台）」ミニプログラム（小程序、mini programとは微信などのアプリ内アプリのこと）で屋外配信地点を予約し、指定の場所で作業証を受け取る必要がある。東門歩行街の文化広場および西広場が、固定の配信エリアとして指定された。

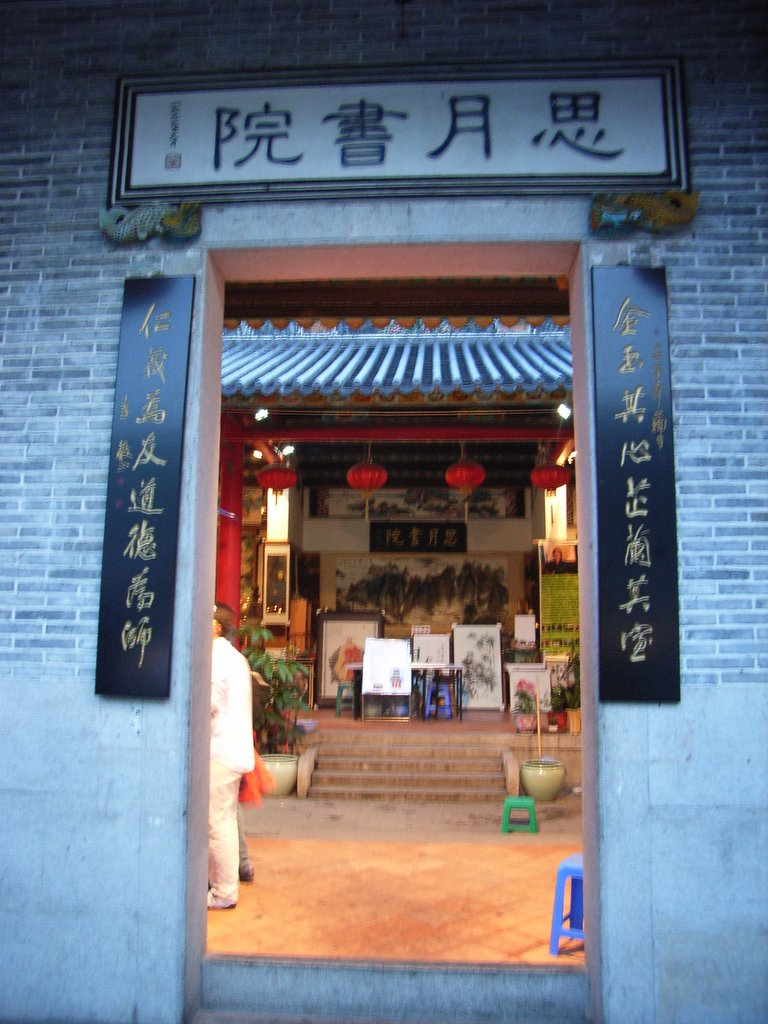
思月書院
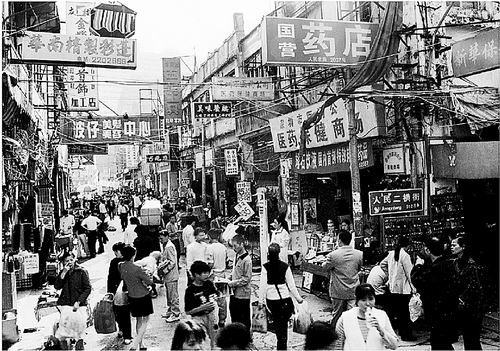
1980年代初期の東門
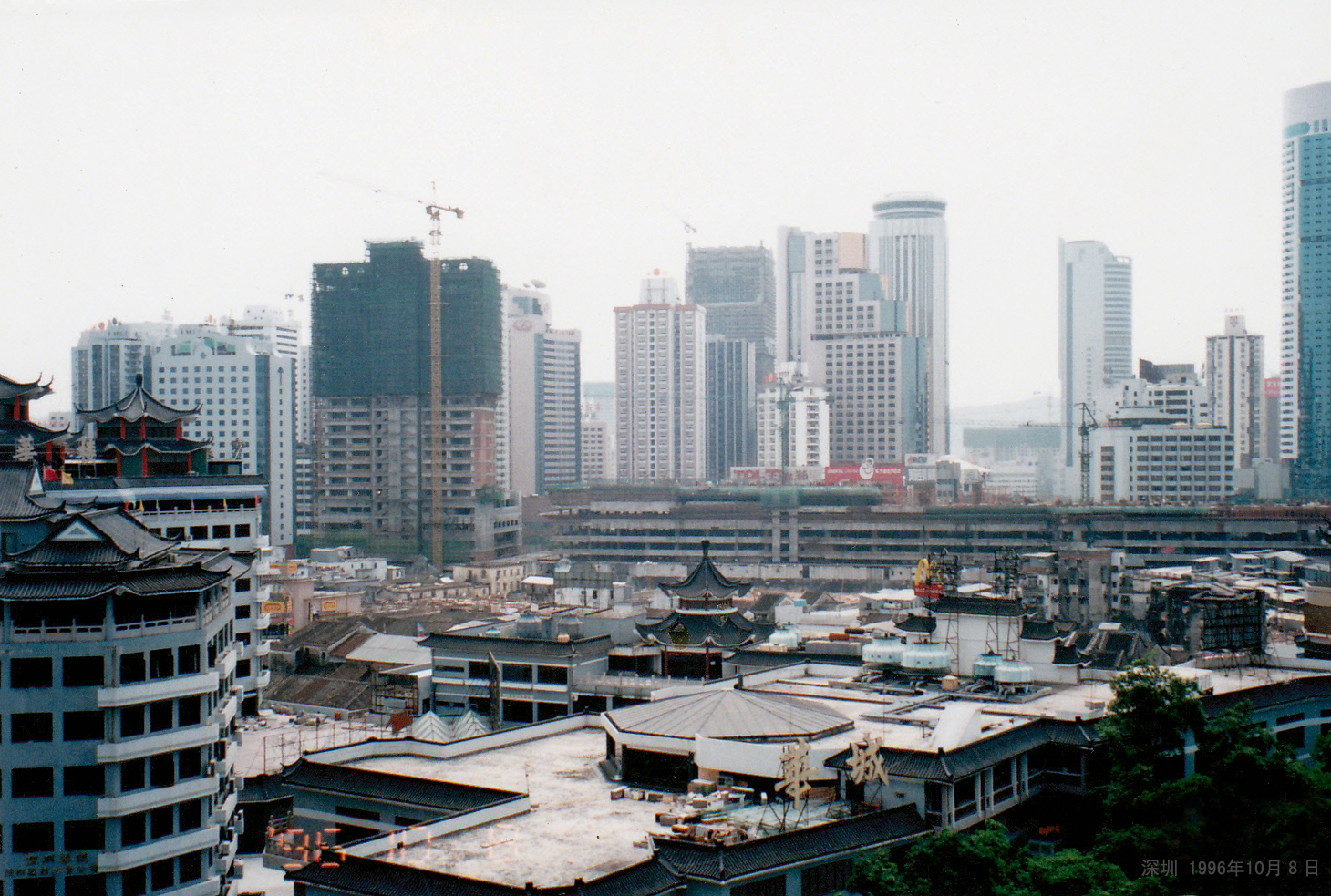
1996年の東門
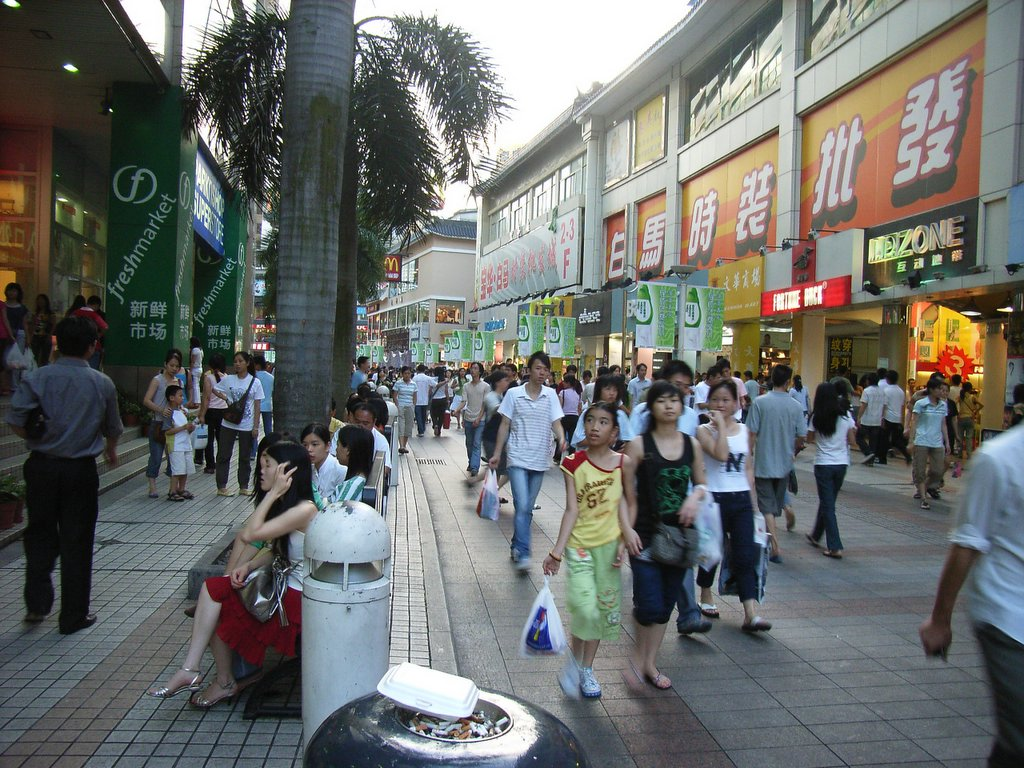
東門歩行街
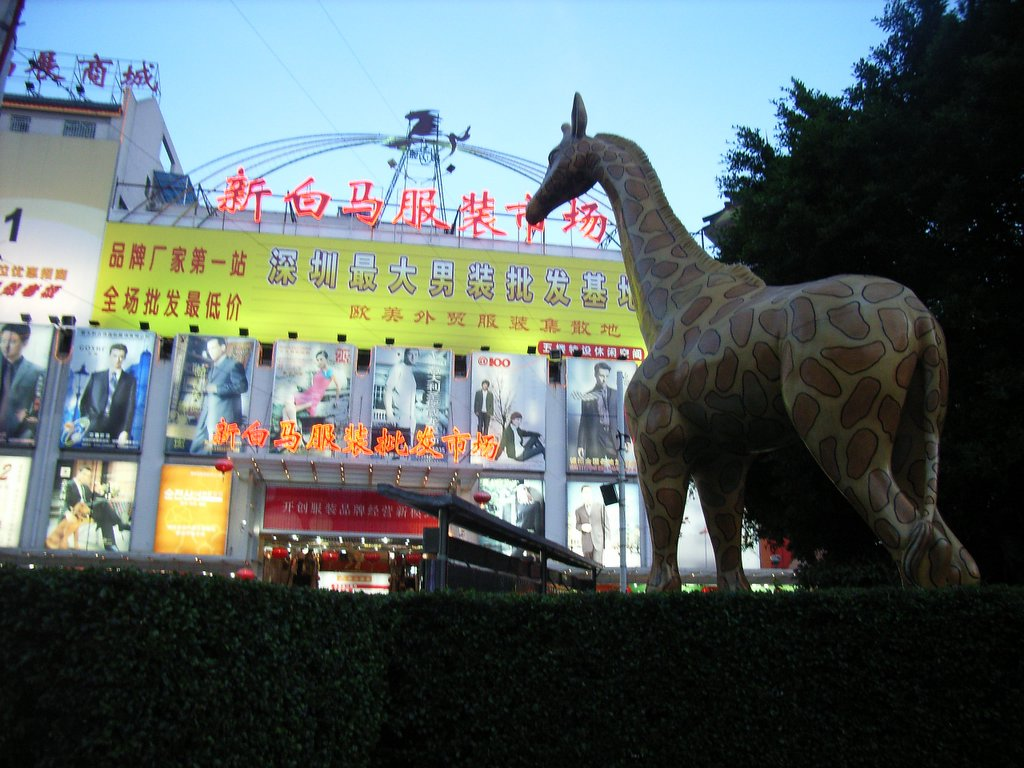
東門のモール

- 老街の地図
- バス路線